# Unicode符號
Unicode符號（英語：Unicode symbol）是一個並非用以表達一種書寫文字，但可用於文本上的Unicode字元。
不少符號乃出自現有字符集或基於ISO或其他地區性／國際性標準。Unicode標準指出「符號的世界是豐富且無限的」（The universe of symbols is rich and open-ended），印證了「應當編碼的符號」及「符號應如何編碼」這兩個問題相對於書寫系統的編碼問題更加複雜。Unicode專注於一維的純文字內容中具意義的符號，例如典型電路圖符號的二維排列證明了Unicode對該等符號的排斥。（方框绘制字符正為一個基於歷史原因的例外，而一部份電路圖符號於Unicode的雜項技術符號區段中亦有收錄。）針對符號在純文字的適當處理，它們在單色設定上亦需能正確顯示。縱然符號在單色調、一維和受標準規範上受到不少限制，潛在的Unicode符號是廣闊的。（但是繪文字—形意符号和图形—這類彩色符號，即使Unicode未有針對色彩的規範，仍能被收錄至Unicode中。）

## 符號區段列表
Unicode 13.0版本共有143,859個字元，包括以下符號區段：
- 字母數字變體（基於Unicode中的拉丁字母）

- 货币符号（U+20A0-U+20CF）
- 常用標點（U+2000-U+206F）
- 类字母符号（U+2100-U+214F）
- 數字形式（U+2150–U+218F）
- 音標符號（包括IPA）（多個區段）
- 上標及下標（U+2070-U+209F）

- 帶圈字符變體

- 帶圈字母數字補充（U+1F100-U+1F1FF）
- 帶圈字母和數字（U+2460-U+24FF）
- 帶圈表意文字補充（U+1F200-U+1F2FF）

- 箭頭

- 箭頭（U+2190-U+21FF）
- Dingbat箭頭（U+2794-U+27BF）
- 雜項符號和箭頭 (Unicode區段)（U+2B00-U+2BFF）
- 追加箭頭-A（U+27F0-U+27FF）
- 追加箭頭-B（U+2900-U+297F）
- 追加箭頭-C（U+1F800-U+1F8FF）

- 數學符號

- 字母和數字符號（U+1D400-U+1D7FF）
- 數學運算子（U+2200-U+22FF）
- 雜項數學符號-A（U+27C0-U+27EF）
- 雜項數學符號-B（U+2980-U+29FF）
- 符号和象形文字扩展-A（U+1FA70-U+1FAFF）
- 追加數學運算子（U+2A00-U+2AFF）

- 技術符號

- 控制圖片（U+2400-U+243F）
- 雜項技術符號（U+2300-U+23FF）
- 光學識別符（U+2440-U+245F）

- 音樂符號

- 古希臘音樂記號（U+1D200-U+1D24F）
- 拜占庭音乐符号（U+1D000-U+1D0FF）
- 音樂符號（U+1D100-U+1D1FF）

- 遊戲符號

- 棋類符號（U+1FA00-U+1FA6F）
- 多米諾骨牌（U+1F030-U+1F09F）
- 麻將牌（U+1F000-U+1F02F）
- 撲克牌（U+1F0A0-U+1F0FF）

- 繪文字與表情符號

- Dingbats（U+2700-U+27BF）
- 表情符號（U+1F600-U+1F64F）
- 雜項符號（U+2600-U+26FF）
- 雜項符號和象形文字（U+1F300-U+1F5FF）
- 補充符號和象形文字（U+1F900-U+1F9FF）
- 符号和象形文字扩展-A（U+1FA70-U+1FAFF）
- 交通和地圖符號（U+1F680-U+1F6FF）
- 其他新增的繪文字可於以下Unicode區段中找到：箭頭、基本拉丁字母、中日韩符号和标点、帶圈字母數字補充、帶圈字母和數字、帶圈的CJK字元及月份、帶圈表意文字補充、常用標點、幾何圖形、幾何圖形擴展、拉丁字母補充-1、类字母符号、麻將牌、雜項符號和箭頭、雜項技術符號、撲克牌及追加箭頭-B。

- 雜項符號

- 煉金術符號（U+1F700-U+1F77F）
- 阿拉伯字母數字符號（U+1EE00-U+1EEFF）
- 方塊元素（U+2580-U+259F）
- 製表符（U+2500-U+257F）
- 中日韓相容字元（U+3300-U+33FF）
- 符號用組合附加符號（U+20D0-U+20FF）
- 通用印度數字格式（U+A830-U+A83F）
- 算籌（U+1D360-U+1D37F）
- 帶圈的CJK字元及月份（U+3200-U+32FF）
- 幾何圖形（U+25A0-U+25FF）
- 幾何圖形擴展（U+1F780-U+1F7FF）
- 印度西亚格数字（U+1EC70-U+1ECBF）
- 瑪雅數字（U+1D2E0-U+1D2FF）
- 雜項符號和箭頭（U+2B00-U+2BFF）
- 裝飾符號（U+1F650-U+1F67F）
- 奧斯曼西亞格數字（U+1ED00-U+1ED4F）
- 宗教及政治符號（多個區段）
- 盧米文數字（U+10E60-U+10E7F）
- 追加標點（U+2E00-U+2E7F）
- 遺留計算符號（U+1FB00-U+1FBFF）
- 太玄經符號（U+1D300-U+1D35F）
- 易經六十四卦符號（U+4DC0-U+4DFF）

## 外部連結
- Unicode字元代碼表 （页面存档备份，存于）
- Draft Unicode Technical Report #25: Unicode Support for Mathematics （页面存档备份，存于）
- shapecatcher.com （页面存档备份，存于）—透過繪畫方式搜尋Unicode字元